# OTFT
Un OTFT (acronimo di Organic thin film transistor) è un transistor a film sottile fatto a base di materiale organico. Infatti esiste una serie di materiali organici che hanno la proprietà di comportarsi come dei veri e propri semiconduttori. Questi tipi di materiali sono dei polimeri o più spesso degli oligomeri, ovvero catene polimeriche corte.
Gli OTFT fanno parte di una nuova categoria di dispositivi elettronici legati a una branca dell'elettronica più moderna che comunemente viene detta Plastic Electronics proprio ad indicare la natura plastica dei materiali utilizzati.
Nella categoria Plastic Electronics ci sono anche gli OLED (Organic Light Emitting Diode) e gli OFET (Organic Field Effect Transistor).
Gli OTFT sono a tutti gli effetti dei transistor a film sottile, quindi il loro principio di funzionamento è del tutto equivalente a quello dei transistor TFT creati a partire da semiconduttori di tipo tradizionale. La differenza sostanziale degli OTFT è legata alle prestazioni. Di fatto le prestazioni degli OTFT sono, come in tutti i dispositivi elettronici, legate al materiale con cui sono fatti. Allo stato attuale i semiconduttori organici hanno raggiunto prestazioni paragonabili ai TFT a base di silicio policristallino che sono il fondamento degli oramai comuni televisori/display LCD. I problemi maggiori nell'utilizzo industriale degli OTFT per la realizzazione di prodotti commerciali sta nella bassa affidabilità e nell'elevata sensibilità agli agenti atmosferici che ne deteriorano velocemente le prestazioni. I punti di forza dell'elettronica basata su composti organici sono sostanzialmente il basso costo di realizzazione, la copertura di un'elevata area che consente la realizzazione di celle solari organiche grande superficie  a costi bassissimi, la possibilità di ottenere dispositivi flessibili utilizzabili in una vasta gamma di applicazioni come  il display ultrapiatto flessibile, le smart-card e i dispositivi su filo per tessuti intelligenti.

## Prestazioni
Attualmente le migliori prestazioni sono ottenibili con il Pentacene C22H14. Il Pentacene è composto da 5 anelli benzenici che formano un'unica molecola. La catena del benzene è caratterizzata da vari legami pigreco delocalizzati che rendono possibile il trasporto di carica. La carica si muove da una catena benzenica all'altra per mezzo dei cosiddetti polaroni (cariche associate a distorsioni locali della molecola). Con TFT realizzati in Pentacene si possono ottenere mobilità fino a qualche cm2/Vs (il limite superiore in letteratura per singoli cristalli di pentacene è 2.7cm2/Vs) mentre nei TFT realizzati comunemente con il polisilicio si possono ottenere prestazioni anche centinaia di volte migliori in termini di velocità di commutazione. Quindi gli OTFT non sono destinati a soppiantare l'elettronica tradizionale basata sul silicio o sul polisilicio, bensì ad occupare quelle fette di mercato di nicchia in cui il bassissimo costo di realizzazione li rende vantaggiosi rispetto alle controparti inorganiche. Inoltre gli OTFT rendono possibili molte applicazione che l'elettronica inorganica non consente, applicazioni che sembrano limitate solamente dalla fantasia dei ricercatori. Attualmente il settore dell'elettronica organica e degli OTFT è in una fase di piena crescita, considerando i numerosi gruppi di ricerca, sia a livello universitario sia a livello aziendale, che vi lavorano.